# Šimun Hautevilleski
Šimun Hautevilleski (čitaj: Otvilski) (1093. – 28. rujna 1105.) je bio grof Sicilije od 1101. godine do svoje smrti.

## Životopis
Šimun je rođen 1093. godine u Palermu koji je tada bio dio novoosnovane sicilske grofovije. Šimun je bio sin Rogera I., osnivača i prvog grofa Sicilije i njegove treće žene, Adelade del Vasto. Brat mu je bio Roger II., kasniji vladar Sicilije. Otac mu je umro 1101. godine. Kako je Šimun bio maloljetan, vlast je preuzela njegova majka Adelaida del Vasto, kao regentica. Šimun je umro svega četiri godine nakon svog oca, 1105. godine u Miletu. Nasljedio ga je mlađi brat Roger, a majka Adelaida zadržala je regentsku funkciju do 1112. godine.